# 美國北岸動物聯盟
美國北岸動物聯盟（英語：North Shore Animal League America）是總部位於美國紐約長島華盛頓港的動物救助及領養機構，成立於1944年。自成立以來已救助超過一百萬隻的動物。
目前美國北岸動物聯盟的代言人是女演員貝絲·斯特恩。
2005年，動物星球頻道播出了一系列十三集的電視紀錄片《Animal House: A Dog's Life》，報導了美國北岸動物聯盟。

## 外部連結
- 官方网站（英文）

40°49′34″N 73°40′59″W / 40.82623°N 73.68317°W